# Andreas Papandreu
Andreas Georgios Papandreu (en grec Ανδρέας Γεώργιος Παπανδρέου) (Quios, 5 de febrer de 1919 - Atenes, 23 de juny de 1996) va ser un economista i polític grec.
Va néixer el 5 de febrer de 1919 a l'illa de Quios. El seu pare era Georgios Papandreu. El 1923 la família Papandreu torna a Atenes.
El 1936, Andreas Papandreu, encara escolar, és detingut per primera vegada per la dictadura de Ioannis Metaxàs per accions de resistència. El 1941, quan estava al tercer any d'estudis a la Facultat de Dret de la Universitat d'Atenes, és detingut de nou per la mateixa raó. Després del seu desempresonament, fuig als Estats Units, on estudia Economia i Filosofia a la Universitat Harvard.
Papandreu es va quedar als Estats Units durant 20 anys, on el 1943 arriba a ser agregat a Harvard, el 1947 professor auxiliar i després catedràtic de la Universitat de Minnesota, d'UCLA i d'altres universitats. El 1959, torna a Grècia i el 1961, és nomenat President del Consell Administratiu i Director Científic General del Centre d'Investigacions Econòmiques de Grècia, i Conseller del Banc de Grècia (1961-1962). El 1962 comença la seva trajectòria política i és nomenat Ministre el 1964. Quan la dictadura dels coronels és imposada el 1967, és detingut de nou, i l'any pròxim fuig a l'estranger, primer a Suècia i després al Canadà.

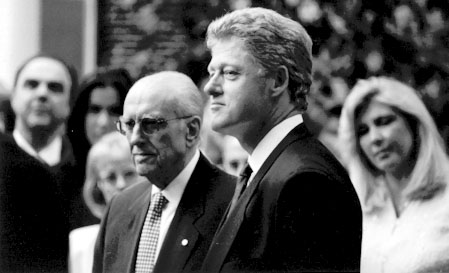
Bill Clinton amb Andreas Papandreu

Des de 1968 funda el Moviment Alliberador Panhel·lènic (conegut com a PAK) que actua contra la dictadura. Després del restabliment de la democràcia a Grècia el 1974, torna de l'exili i funda el PASOK (Moviment Socialista Panhel·lènic) del qual es fa president. El 1981 Andreas Papandreu com a president de PASOK és elegit Primer Ministre de Grècia per primera vegada, per ser elegit de nou a les eleccions de 1985. El 1988 Papandreu és sotmès en una operació de cor molt greu a l'hospital Herfield de Londres. El 1989 perd en les eleccions, per guanyar de nou el 1993. El 1995 té problemes amb la seva salut que l'obliguen a renunciar el seu càrrec com a Primer Ministre el 1996. El 23 de juny de 1996 mor per aturada cardíaca.
El seu fill, Georgios Andreas Papandreu fou Primer Ministre de Grècia des de 2009 fins al 2011.